# Jacques Peaks
Jacques Peaks är en bergstopp i Antarktis. Den ligger i Västantarktis. Argentina, Chile och Storbritannien gör anspråk på området. Toppen på Jacques Peaks är 385 meter över havet, eller 383 meter över den omgivande terrängen. Bredden vid basen är 3,6 km.
Terrängen runt Jacques Peaks är varierad. Havet är nära Jacques Peaks åt nordväst. Trakten är obefolkad. Det finns inga samhällen i närheten.